# Лохе
Лохе (кит. спр. 漯河市, піньїнь: Luòhé Shì) — місто-округ в китайській провінції Хенань. 

## Географія
Лохе розташовується у центрі провінції.

### Клімат
Місто знаходиться у зоні, котра характеризується вологим субтропічним кліматом. Найтепліший місяць — липень із середньою температурою 27.6 °C (81.7 °F). Найхолодніший місяць — січень, із середньою температурою 1.4 °С (34.5 °F).
| Клімат Лохе             | Клімат Лохе | Клімат Лохе | Клімат Лохе | Клімат Лохе | Клімат Лохе | Клімат Лохе | Клімат Лохе | Клімат Лохе | Клімат Лохе | Клімат Лохе | Клімат Лохе | Клімат Лохе | Клімат Лохе |
| Показник                | Січ.        | Лют.        | Бер.        | Квіт.       | Трав.       | Черв.       | Лип.        | Серп.       | Вер.        | Жовт.       | Лист.       | Груд.       | Рік         |
| Середня температура, °C | 1,4         | 3,2         | 8,6         | 15,2        | 20,8        | 25,9        | 27,6        | 26,7        | 21,5        | 16,1        | 9,4         | 3,3         | 15          |
| Норма опадів, мм        | 16          | 19.9        | 36.4        | 63.2        | 62.9        | 88.2        | 185.5       | 151         | 85.2        | 55.8        | 33.4        | 13          | 810.5       |
| Днів з опадами          | 4,3         | 5,6         | 7,7         | 9,7         | 8,9         | 8,3         | 12,8        | 11,3        | 11          | 9,1         | 6,9         | 4,6         | 100,2       |
| Вологість повітря, %    | 62.1        | 64.2        | 64.3        | 65.9        | 64.8        | 63.7        | 77          | 78.7        | 75.6        | 72.6        | 69.7        | 64          | 68.6        |
| ----------------------- | ----------- | ----------- | ----------- | ----------- | ----------- | ----------- | ----------- | ----------- | ----------- | ----------- | ----------- | ----------- | ----------- |
| Джерело: Weatherbase    |             |             |             |             |             |             |             |             |             |             |             |             |             |